# Serge Boidevaix
Serge Boidevaix, né le 15 août 1928 à Aurillac et mort le 6 avril 2018 dans le 15e arrondissement de Paris,, est un diplomate français.

## Biographie
Serge Boidevaix est un ancien élève de l'École nationale d'administration (1951-1953), ambassadeur de France, ancien ambassadeur à Varsovie, ancien directeur d'Afrique du Nord et Moyen-Orient au ministère des Affaires étrangères, puis ambassadeur à New-Delhi. Spécialiste du Moyen-Orient, il connaît personnellement plusieurs dignitaires du monde arabe, comme Tarek Aziz, ancien vice-premier ministre irakien. En 2002, il est élu président de la Chambre de commerce franco-arabe. En 2005, il est impliqué dans le volet français de l'affaire "Pétrole contre nourriture".
Serge Boidevaix fut conseiller diplomatique de Jacques Chirac dans les années 1970 et directeur de cabinet du ministre des affaires étrangères Michel Jobert, Secrétaire général du ministère des Affaires étrangères (1992-1993).

### Parcours
- 1968-1968 : conseiller technique au cabinet de Michel Debré, ministre ministre des Affaires étrangères
- 1973-1974 : directeur de cabinet adjoint et puis Directeur de cabinet du ministre des Affaires étrangères
- 1974-1976 : conseiller pour les Affaires internationales de Jacques Chirac, alors premier ministre
- 1976-1980 : Ambassadeur de France en Pologne
- 1980-1981 : directeur pour Afrique du Nord et du Moyen-Orient au Quai d'Orsay.
- 1981-1985 : Ambassadeur de France en Inde
- 1986-1992 : Ambassadeur de France en Allemagne
- 1992-1993 : Secrétaire général du ministère des Affaires étrangères
- 1993 : élevé à la dignité d'ambassadeur de France et admis à faire valoir ses droits à la retraite
- 1993-1997 : conseiller maître au Conseil d'État[3]

### Président d'honneur
FISI - FRANCE: Société Internationale des Amis de l'Inde - France
Association maintien et renforcement de l'amitié entre les peuples de l'Inde et les peuples de France

### Lobbying en Irak
Serge Boidevaix séjourne fréquemment à Bagdad pendant l'embargo des années 1990. Ponctuellement, le ministère des Affaires étrangères lui confie une mission, comme la libération, fin 1993, d'un jeune Français capturé après s'être égaré dans le désert. Selon ses déclarations, il aurait toujours été « en liaison constante avec le Quai d'Orsay ».
À partir de 1998, la société SB Consultants qu'il a fondée, aide la société de courtage pétrolier suisse Vitol à s'implanter en Irak. Serge Boidevaix accompagne ainsi à Bagdad Robin D'Alessandro, une dirigeante américaine de cette firme. Il est rémunéré par Vitol en fonction du volume de pétrole obtenu auprès de Tarek Aziz. 
En septembre 2001, le secrétaire général du ministère des Affaires étrangères, Loïc Hennekine, lui demande par lettre de « ne pas s'écarter des règles de déontologie » et de respecter « la séparation des sphères politique et privée ». 

### Affaire Pétrole contre nourriture
Serge Boidevaix a été mis en examen pour « trafic d'influence » et « corruption d'agents publics étrangers », par le juge Philippe Courroye, qui enquête depuis 2002 sur les activités de la compagnie Total en Irak.
Serge Boidevaix a été auditionné par le juge Courroye le 8 septembre 2005. Selon Le Monde du 11 avril 2006, il était intervenu auprès du régime irakien pour un groupe de courtage pétrolier (trading pétrolier), Vitol, basé en Suisse. Il a expliqué que les bons d'achat pétrolier accordés par le gouvernement irakien étaient légaux et que l'ONU connaissait cette pratique. 
L'ex-secrétaire général du Quai d'Orsay a reconnu avoir perçu des allocations de pétrole irakiens entre 1998 et 2003 pour un total de 29 millions de barils via la société Vitol, en récompense de son lobbying en faveur du régime de Saddam Hussein. Ce qui, à 3 cents de commission par baril, lui a rapporté une somme par lui évaluée à plus de 450 000 dollars. 
Serge Boidevaix a décrit au juge Philippe Courroye les failles du programme « Pétrole contre nourriture », mis en place par l'ONU en 1996. Ce programme devait permettre à l'Irak de se fournir en aliments, médicaments puis biens d'équipement civils, malgré l'embargo en utilisant ses revenus pétroliers.

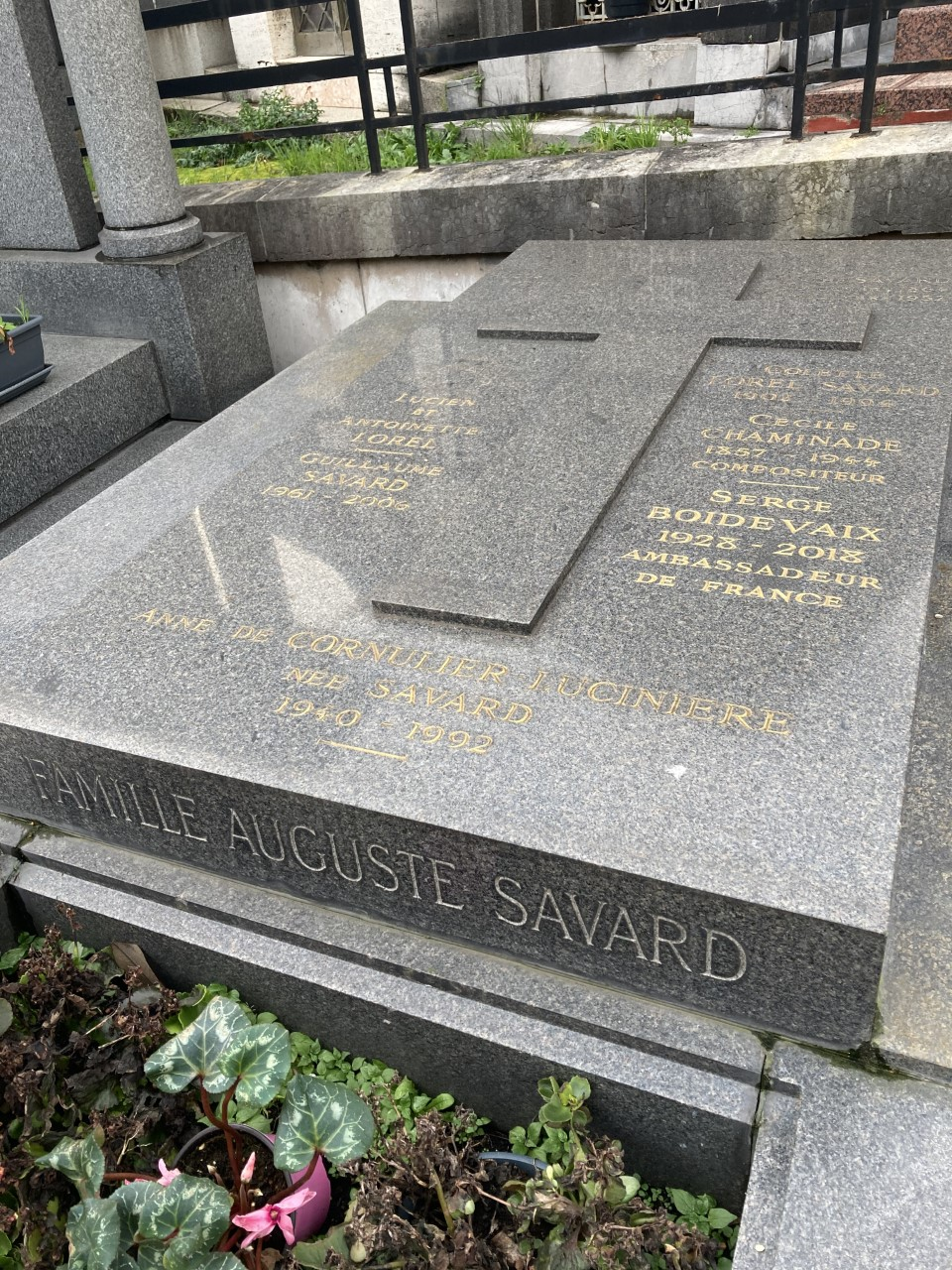
Sépulture au cimetière de Passy.

Mis en examen et inculpé pour trafic d'influence et corruption de fonctionnaires irakiens, il est relaxé avec ses onze coprévenus par jugement du tribunal de grande instance de Paris du 28 juillet 2013. Le 26 février 2016, à la conclusion du procès d'appel, Serge Boidevaix est condamné à 75 000 euros d'amende.
Serge Boidevaix a été cité en octobre 2005 dans le rapport Volcker de la commission que préside Paul Volcker. L'ancien diplomate français a été interrogé pendant cinq heures par l'équipe de Paul Volcker. Il a évoqué les liens Paris-Bagdad depuis la présidence de Georges Pompidou.

#### Article de presse
- « Pétrole contre nourriture : la disgrâce des réseaux français », Le Monde, 11 avril 2006